# Sampo Haapamäki
 (mai 2025).
Si vous disposez d'ouvrages ou d'articles de référence ou si vous connaissez des sites web de qualité traitant du thème abordé ici, merci de compléter l'article en donnant les références utiles à sa vérifiabilité et en les liant à la section « Notes et références ».
 (mai 2025).
Sampo Haapamäki, né le 3 février 1979, est un compositeur finlandais.

## Éducation
Sampo Haapamäki étudie la composition à l'académie Sibelius d'Helsinki et obtient un master en 2005. Il étudie la composition avec Tristan Murail à l'Université Columbia où il soutient sa thèse de doctorat en 2012. Il suit le cursus de l'institut de recherche et coordination acoustique/musique en 2012-2013, sous le tutorat de Grégoire Lorieux.

## Prix
- 2004 Prix international Gaudeamus des compositeurs

- 2005 SIMC - ISCM Young Composers Award

- 2006 Prix Teosto (Société de droits d'auteur Teosto)

- 2020 Prix musical du conseil nordique[3] pour son Concerto pour piano à quart de ton (2017) pour piano à quart de ton et orchestre de chambre

## Œuvre

### Orchestre symphonique
- Motto (2015)
- Historia (2022)

### Orchestre de chambre
- Signature (2003)
- Fresh (2004, 2007)
- Design (2005)

### Soliste(s) et orchestre
- Kirjo (2006), concerto pour clarinette basse
- Velinikka (2008), concerto pour accordéon à quart de ton
- Conception (2012), double concerto pour guitare à quart de ton, accordéon à quart de ton et orchestre
- Concerto pour piano à quart de ton (2017)
- Concerto no 2 pour accordéon à quart de ton (2025)

### Ensemble
- Heritage (2016) pour ensemble d'instruments de Harry Partch
- 24/7 (2019) pour flûte à quart de ton, clarinette à quart de ton, guitare à quart de ton, piano à quart de ton, accordéon à quart de ton, violon et violoncelle

### Ensemble/instrument avec électronique
- Logo (2013) pour violon et électronique (temps réel, 9 canaux de sortie)
- IDEA (2018) pour 11 musiciens et électroniques (temps réel, 8 canaux de sortie)

### Orchestre d'harmonie
- Sight (2001)

### Big band
- Style (2001)

### Musique de chambre
- Sonata (2000) pour clarinette, marimba, piano et accordéon
- Avenue (2000) pour saxophone alto et piano
- Wide (2001) pour clarinette, piano, violon, alto et violoncelle
- Highway (2002) pour flûte et piano
- Connection (2007) pour quatuor à cordes

### Solo instrument
- Emfa (2000) pour tuba
- Tri (2000) pour trombone
- Power (2001) pour accordéon

### Musique vocale
- Haljennut (2004) pour sopraniste-baryton, violon, alto et violoncelle
- Maailmamaa (2010) pour chœur mixte et électroniques (2 canaux de sortie)